# Pawłowice (Wrocław)

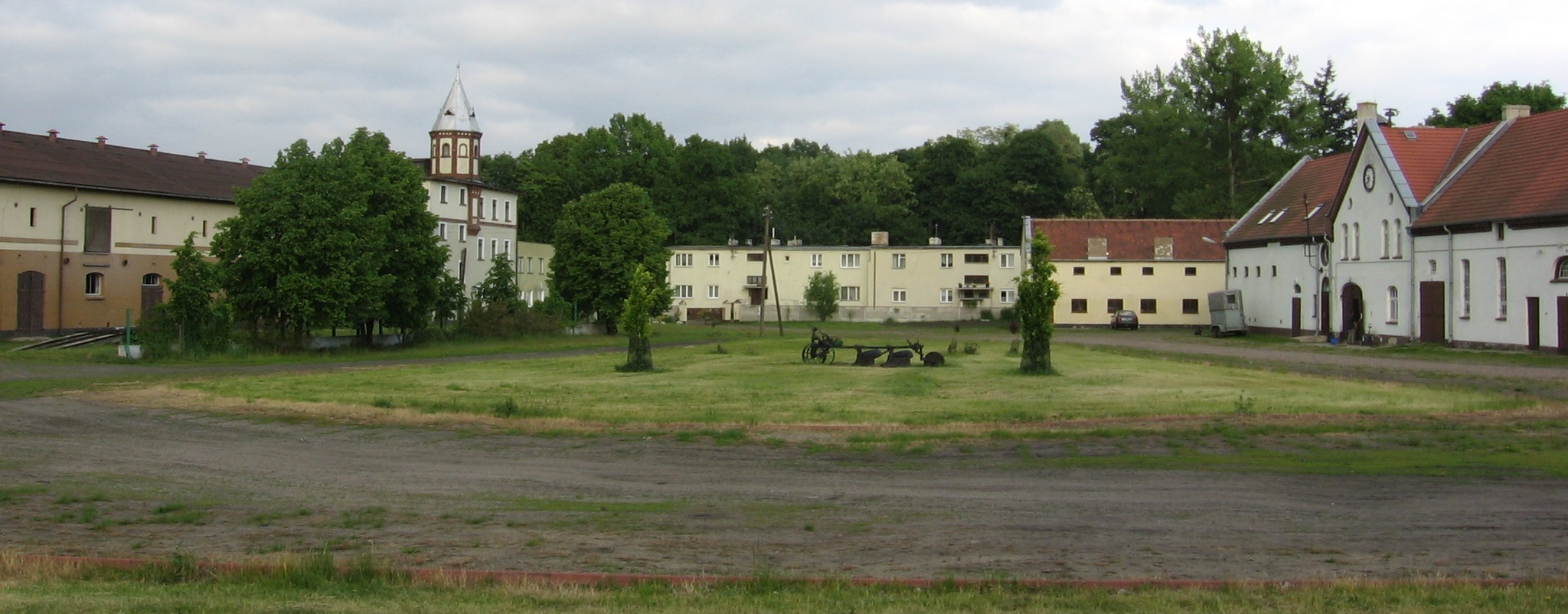
Gospodarstwo koło pałacu

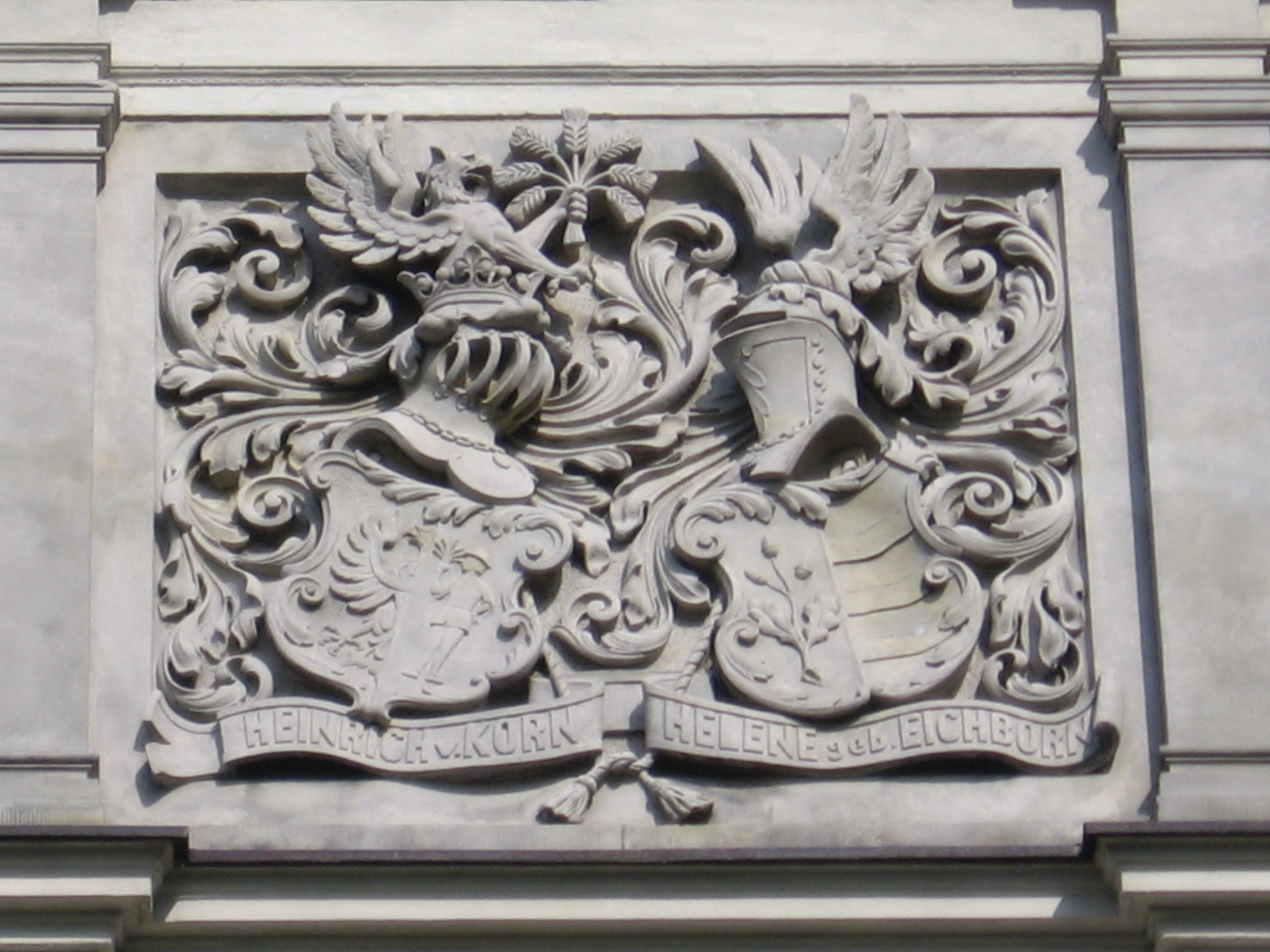
Herb von Korn (po lewej) i von Eichborn (po prawej) na pałacu w Pawłowicach

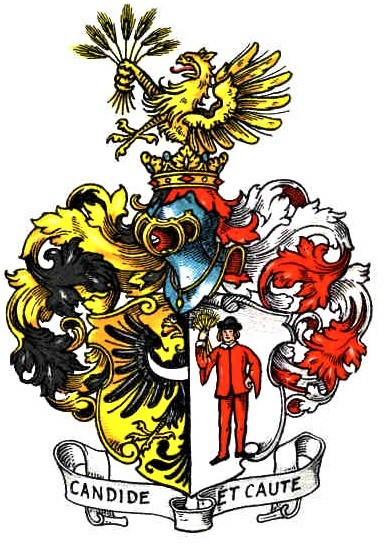
Herb von Korn

Pawłowice (niem. Pawelwitz, 1937–1945 Wendelborn) – wrocławskie osiedle, będące jednostką pomocniczą gminy, na terenach dawnej dzielnicy Psie Pole.
W latach 1874–1945 Pawłowice administracyjnie wchodziły w skład Amtsbezirk Bischwitz, dystryktu-powiatu Biskupice Widawskie. W latach 1945–1954 wchodziły w skład gminy Skarszyn. Następnie funkcjonowały jako gromada.
Osiedle od północy graniczą z gminami Wisznia Mała (powiat Trzebnica) i Długołęka (powiat ziemski Wrocław), od południowego wschodu z Zakrzowem, a od południowego zachodu z Kłokoczycami. Komunikację zbiorową z innymi osiedlami zapewnia Miejskie Przedsiębiorstwo Komunikacyjne we Wrocławiu (linia 151) oraz przewoźnik Sevibus (linia 936).

## Historia osady
Wykopaliska archeologiczne stwierdziły tu osadnictwo od IV w.n.e., a z wczesnego średniowiecza są tu ślady grodziska. Pierwsza wzmianka historyczna pochodzi z 1260, kiedy to książę Henryk III Biały ze swym bratem Władysławem zamienili z opactwem św. Wincentego wieś pod nazwą Paulovici za Popowice, kolejno w 1350 użyto nazw Paulow, a w 1380 Paulowicz.
W 1785 we wsi było 150 mieszkańców; był tu folwark i jedno wolne gospodarstwo kmiece. Po sekularyzacji dóbr zakonnych w 1810 folwark przeszedł w ręce prywatne. Pod koniec XIX wieku kupiła go i rozbudowała rodzina Kornów.
Kolejny spis z 1845 wykazał folwark, 34 domów, 237 mieszkańców, w tym 6 rzemieślników, rozwinięta była hodowla owiec. Według spisu z 1937 majątek (dobra rycerskie) Wendelborn obejmował 292,2 ha – w czym 197,4 ziemi rolnej, 41,5 łąk, 34,1 lasu, 1,6 stawów, 7,2 parku dworskiego, 3,2 ogrodów – i płacił roczny podatek w kwocie 5688 marek. Głównymi urzędnikami ordynacji byli inspektor (rządca), łowczy i leśnik. Ostatnim właścicielem był Ernst von Schweinichen (1893–1973).
W 1886 wieś, zakupiona w tym roku przez rodzinę von Korn, otrzymała połączenie kolejowe, po uruchomieniu linii Psie Pole–Trzebnica. W latach międzywojennych wieś zaczęła przekształcać się w osiedle o charakterze podmiejskim, czego objawem była rozwijająca się zabudowa willowa i wielorodzinna, a szczególnie osiedle zaprojektowane przez architekta W.F. Reinscha, w ramach koncepcji urbanistycznej tworzenia ośrodków satelitarnych wokół Wrocławia.
W 1945 Pawłowice zostały zajęte bez walk w dniu 16 lutego. W latach sześćdziesiątych zaczęła się dalsza rozbudowa budownictwa jednorodzinnego typu miejskiego. Do Wrocławia Pawłowice zostały włączone w 1970.
Po wojnie posiadłość przeszła na własność Uniwersytetu Przyrodniczego we Wrocławiu. W 1996 pałac wraz z folwarkiem został wpisany do rejestru zabytków. Po odrestaurowaniu pomieszczeń gospodarczych należących do dawnego folwarku oraz pałacu i oficyn dworskich, nowy właściciel urządził tu Ponadregionalne Rolnicze Centrum Kongresowe - centrum edukacyjno-szkoleniowe z bazą hotelową, salami konferencyjnymi i salą reprezentacyjną. Powołano tu także Centrum Kształcenia Ustawicznego. Odbywają się tu kursy, szkolenia, konferencje i okolicznościowe imprezy, na przykład Święto Sera i Wina organizowane we współpracy ze Stowarzyszeniem Serowarów Farmerskich i Zagrodowych, Stowarzyszeniem Winnice Dolnośląskie oraz convivium Slow Food Dolny Śląsk.

## Zabytki
Do wojewódzkiego rejestru zabytków wpisany jest pałac Kornów z 1891, przy ul. Pawłowickiej 85-101, z końca XIX wieku, z łącznikiem, oficyną, domem zarządcy, młynem, stajnią, wieżą wodną, domem ogrodnika, domem leśniczego, parkiem, glorietą, mostkiem, fontanną, dwiema bramami wjazdowymi.

## Sport
W sierpniu 2008 reaktywowano klub piłkarski Orzeł Pawłowice, istniejący na tym osiedlu do 1968

## Szlaki turystyczne
- Szlak dookoła Wrocławia im. doktora Bronisława Turonia
- Szlak rowerowy Bałtyk – Adriatyk[8]